# Alexandra Arrieche

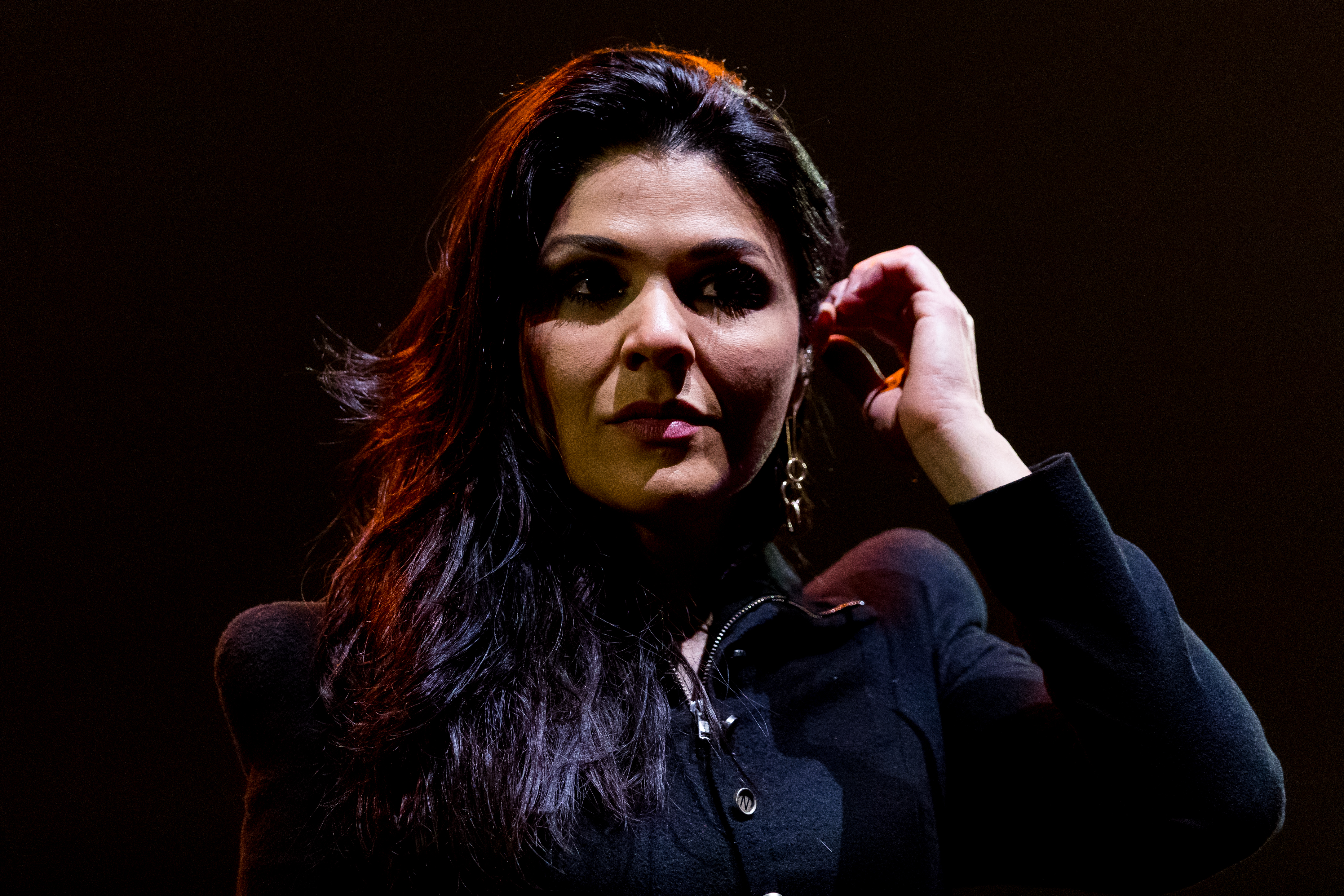
Alexandra Arrieche bei dem Night-of-the-Proms-Konzert in Mannheim 2017

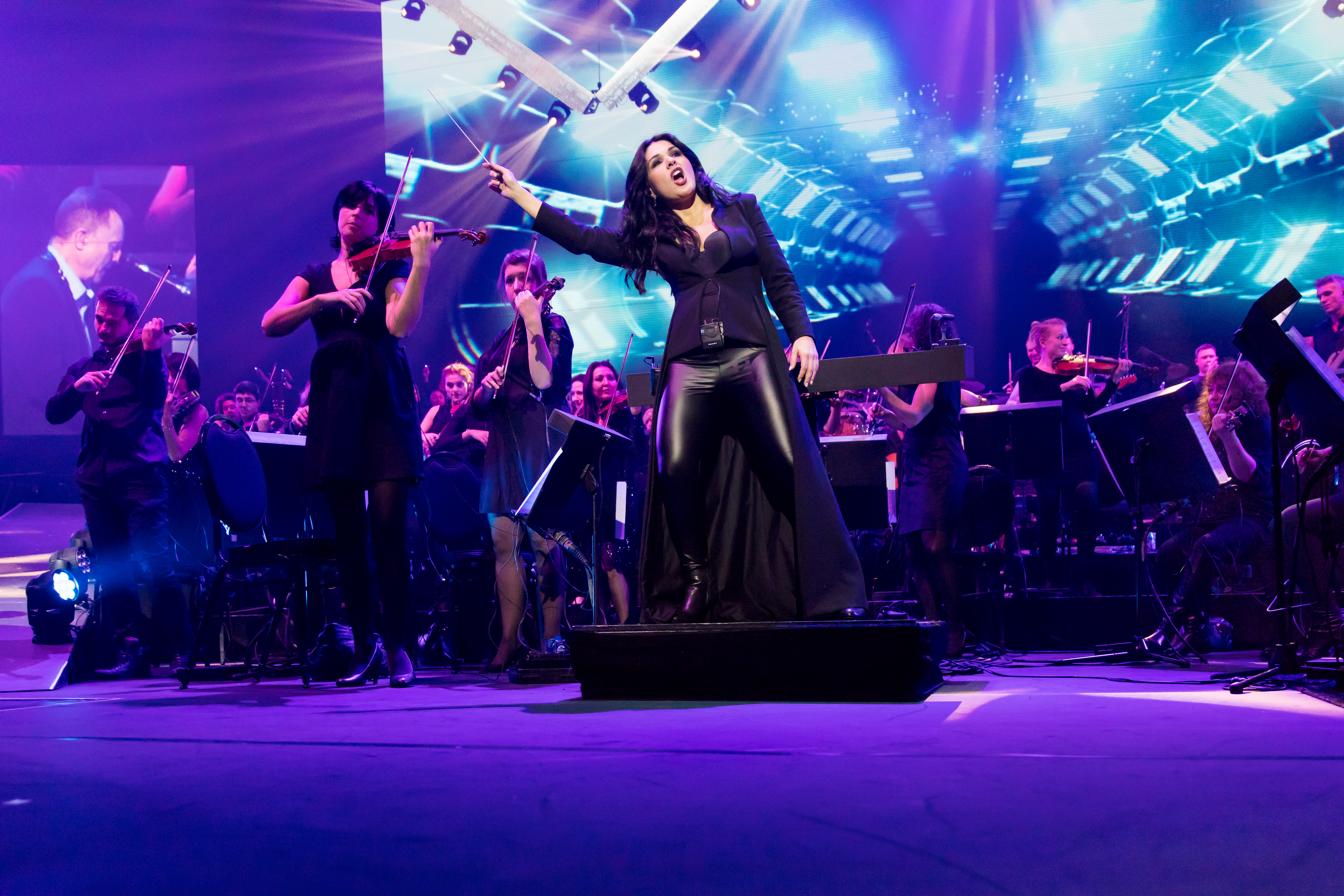
Alexandra Arrieche bei Night of the Proms 2016

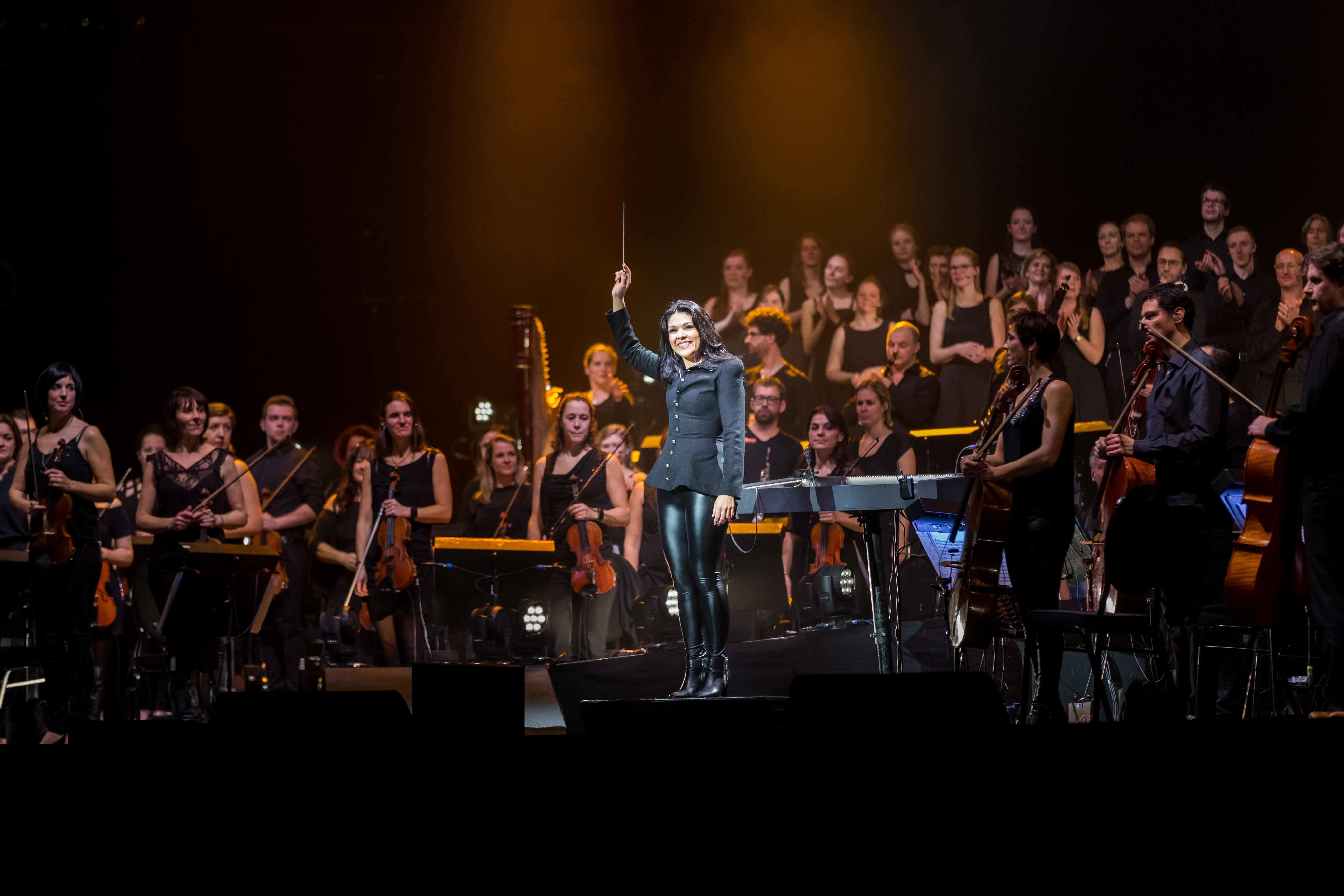
Alexandra Arrieche, 2017

Alexandra Arrieche (* ≈1981) ist eine aus Brasilien stammende Dirigentin und Komponistin. Seit 2015 ist sie Chefdirigentin der Konzertreihe Night of the Proms und wurde 2017 zur Musikdirektorin des Henderson Symphony Orchestra ernannt.

## Leben
Die aus Brasilien stammende Alexandra Arrieche begann mit ihrer musikalischen Ausbildung bereits im Kindesalter. Im Alter von elf Jahren begann ihre professionelle Klavierausbildung. Kurze Zeit später begann sie Lieder zu improvisieren. Ihre ersten Kompositionen schrieb sie in einem Alter von 14 Jahren. Am Konservatorium erhielt sie neben dem Klavierunterricht auch eine Ausbildung auf der Flöte und dem Cello. Im privaten Rahmen dirigierte sie die ersten Musikstücke, als sie 16 Jahre alt war.
1997 wurde sie eingeladen, bei dem Komponisten Cristóbal Halffter einen Workshop für junge Komponisten in Spanien zu belegen. Alexandra Arrieche begann zunächst ein Gesangsstudium, bevor sie sich dem Dirigieren und Komponieren widmete. An der São Paulo State University schloss sie 2006 ihr Studium als Bachelor of Arts ab.
Ein Jahr später gewann Alexandra Arrieche den Dirigentenwettbewerb des São Paulo State University Orchestra (OSUSP) und wurde stellvertretende Dirigentin des renommierten Orchesters in Brasilien. In den folgenden Jahren dirigierte sie zahlreiche Konzerte des Orchesters. In den Jahren 2009 und 2010 konzipierte und leitete sie einige Dirigentenworkshops in ihrer Heimat, um jungen Dirigenten die Möglichkeit zu geben, mit einheimischen Orchestern zusammenzuarbeiten.
2010 erhielt sie ein Stipendium für das Master Conducting Studium am Bard College bei Harold Farberman.
Als vierte Frau gewann sie 2011 das von der Dirigentin Marin Alsop gegründete Taki Concordia Conducting Fellowship, ein speziell für Frauen aufgelegtes zweijähriges Ausbildungsprogramm. Seit diesem Jahr assistierte sie Marin Alsop beim Baltimore Symphony Orchestra und seit 2012 darüber hinaus beim São Paulo Symphony Orchestra.
Alexandra Arrieche folgte zahlreichen Einladungen für Gastdirigate. 2012 wurde sie zum Baltimore Symphony Orchestra-Peabody Conducting Fellow ernannt. Im folgenden Jahr erhielt sie ihr Master of Arts-Diplom in Orchesterdirigieren am Peabody Institute der Johns Hopkins University.
Neben dem Studium absolvierte sie zahlreiche Meisterkurse, u. a. bei Kurt Masur, Gustav Meier, Apo Hsu, Róbert Ragnar Spanó, Hugh Wolff, George Manahan, Bernard Haitink, Johannes Schlaefli, Cliff Colnot.
Seit 2015 übernahm Alexandra Arrieche die musikalische Leitung der Konzertreihe Night of the Proms in Belgien und den Niederlanden, ein Jahr später auch in Deutschland, Luxemburg und Polen.
Im Jahr 2017 wurde sie zur musikalischen Leiterin des Henderson Symphony Orchestra ernannt.

## Gastdirigate
Alexandra Arrieche war Gastdirigentin des Atlanta Symphony Orchestra, des Baltimore Symphony Orchestra, des Hartford Symphony Orchestra, der Chicago Sinfonietta, der Minas Gerais Philharmonic, des Orchesters der São Paulo State University, des Porto Alegre Symphony Orchestra, des Orquesta Nacional de Mexico, der Antwerp Philharmonic Orchestra und der Nordtschechischen Philharmonie Teplice. Darüber hinaus arbeitete sie auch mit dem Colorado Symphony Orchestra, dem Bard Conservatory Orchestra, dem Nashville Symphony Orchestra, dem Peabody Symphony Orchestra sowie mit dem São Paulo Symphony Orchestra zusammen.